# Stile Regina Anna

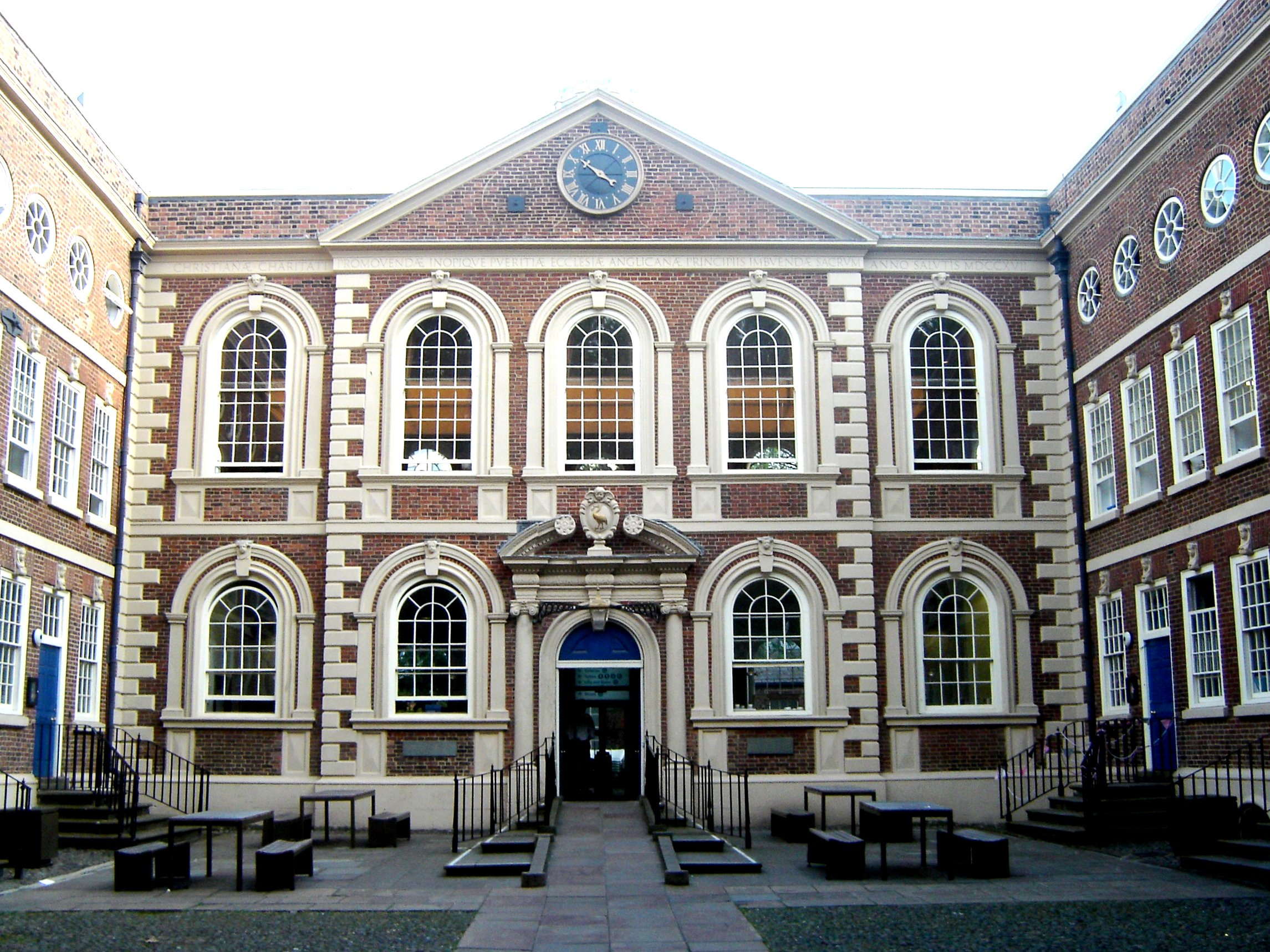
Bluecoat Chambers a Liverpool, 1717, una versione dell'originale stile Regina Anna

Lo stile Regina Anna (in inglese Queen Anne Style) in Inghilterra identifica il primo barocco inglese sviluppatosi sotto il regno della regina Anna di Gran Bretagna (1702–14), per poi essere largamente ripreso tra la fine dell'Ottocento e l'inizio del Novecento. Il termine in questo caso non deve essere preso in maniera letterale in quanto anche nella riproposizione tardo ottocentesca dello stile Queen Anne, vi furono molte infiltrazioni stilistiche derivate dal XVIII secolo sul modello originale. Come per molti altri stili inglesi, anche il Queen Anne Style si diffuse non solo in Gran Bretagna ma in tutti i paesi componenti l'ex impero britannico.

## Lo stile Regina Anna britannico
Il Queen Anne Style dell'architettura britannica venne reso popolare negli anni '70 del XIX secolo dagli architetti George Devey e Richard Norman Shaw (1831–1912). Norman Shaw pubblicò un libro di architettura nel 1858 dove le illustrazioni da lui stesso realizzate furono poi tipiche di tutti i giornali di settore di fine secolo.
Il disegno eclettico di Shaw comprendeva solitamente elementi dello stile Tudor e alcuni dello stile "Old English", rendendo lo stile molto popolare ma con molte confusioni con lo stile propriamente detto, soprattutto perché in Inghilterra continuavano e continuano tuttora ad esistere edifici realizzati nel vero stile Queen Anne risalente al primo Settecento. Il noto commentatore di architettura e autore Marcus Binney, ha commentato sul Times nel 2006, descrivendo la "Poulton House" costruita nel 1706 durante il regno appunto della regina Anna, definendola "...il Queen Anne al suo punto più alto di sviluppo". Lo stesso Binney ha dettato i canoni e le tipicità di questo stile:
- Alcuni gradini che conducono alla porta d'ingresso
- Decorazioni esterne delle finestre realizzate in materiali di spicco che si armonizzano con i mattoni che compongono gran parte della facciata
- Angoli dei muri fortemente enfatizzati dall'uso di materiali di spicco
- L'utilizzo del timpano sopra la porta d'ingresso

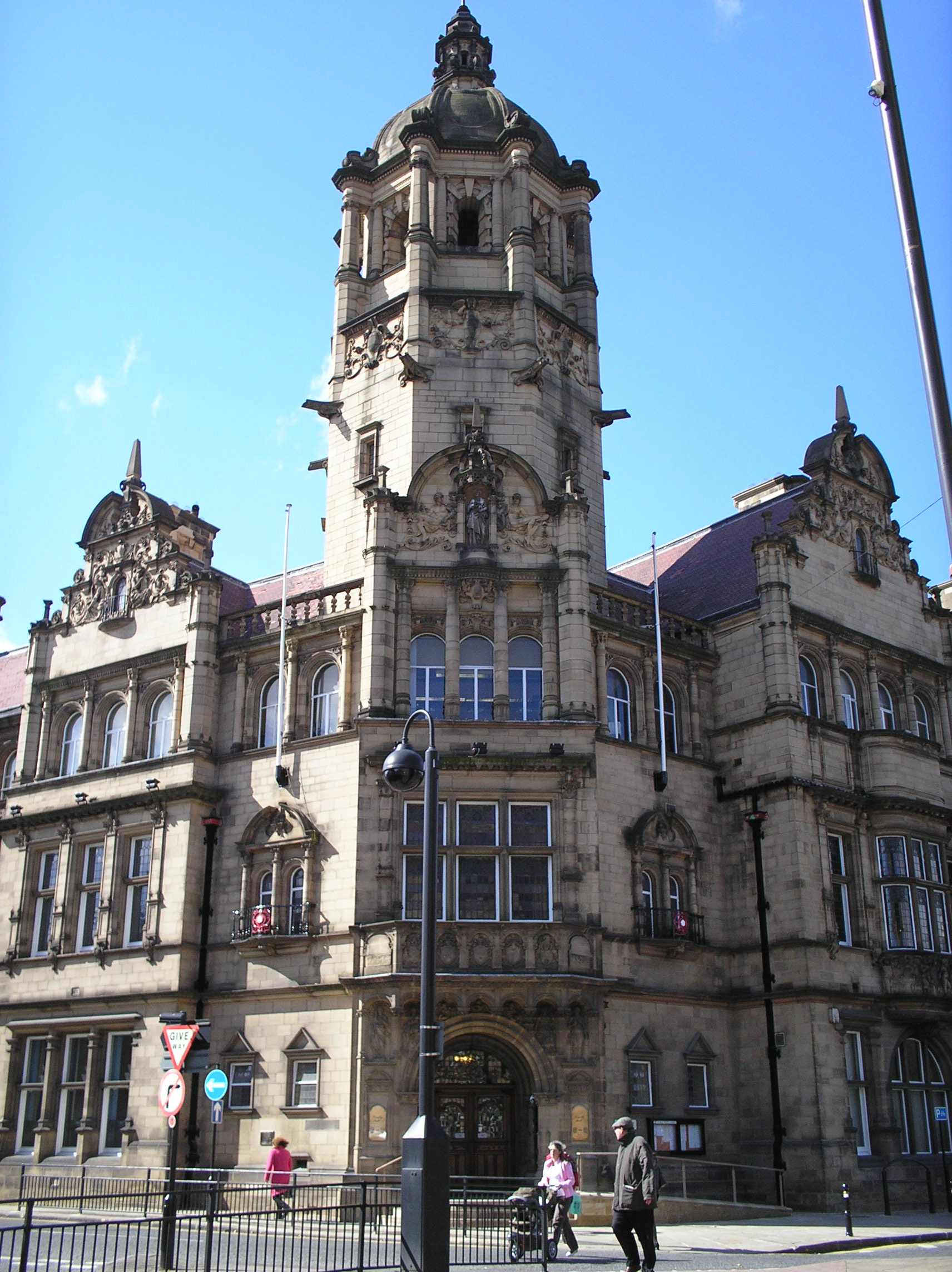
County Hall, Wakefield, disegnata dagli architetti James Glen Sivewright Gibson e Samuel Russell nel 1894

Verso la fine degli anni '50 dell'Ottocento il nome di "Queen Anne" era ormai nell'aria a seguito della pubblicazione nel 1852 della novella di William Makepeace Thackeray, The History of Henry Esmond, Esq., A Colonel in the Service of Her Majesty Queen Anne.
Lo stile conobbe un'evoluzione durante l'epoca vittoriana quando esso entrò in empatia con l'Arts and Crafts movement e con la sua controparte americana. Un esempio notevole di questo periodo è il Severalls Hospital a Colchester, nell'Essex (1913–1997), oggi chiuso. In questo caso lo stile Queen Anne si armonizza con decorazioni meno pesanti e l'uso di vari pannelli di terracotta o di legno scolpiti, torri d'angolo, il tutto a dare l'idea quasi della ripresa di uno stile maggiormente popolare e domestico.
Nel 1892 venne indetta una gara d'appalto per la costruzione della County Hall di Wakefield nello Yorkshire. Le istruzioni date ai competitori segnalavano: "Lo stile dell'architettura sarà lasciato a coloro che sono in gara ma gli stili Queen Anne, Renaissance School o Architecture ci sembrano i più appropriati per un'antica città come Wakefield". Il disegno approvato, ad opera degli architetti James Glen Sivewright Gibson e Samuel Russell di Londra, comprendeva una facciata tipicamente rinascimentale fiamminga affiancata però da una torre d'angolo popolata di gargoyles e doccioni.
Nel XX secolo Edwin Lutyens e altri architetti svilupparono una versione elegante dello stile, cogliendone unicamente il contrasto prodotto dai mattoni scuri con l'utilizzo della pietra bianca per evidenziare angoli e finestre.

## Lo stile Regina Anna americano

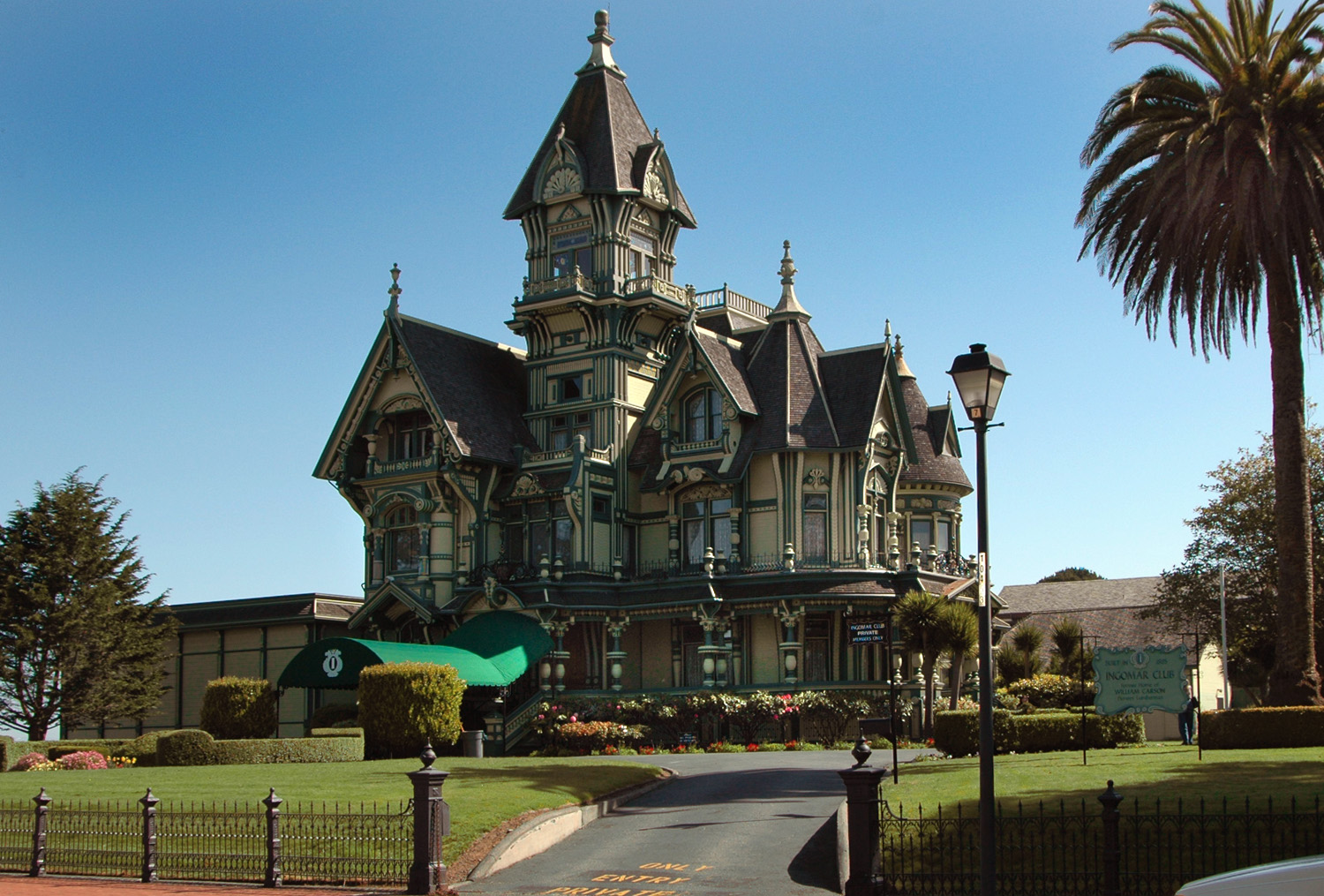
La Carson Mansion, a Eureka, California, è considerata una degli esempi più tipici del Queen Anne style americano.

Il termine di Queen Anne Style è utilizzato anche negli Stati Uniti per indicare quelle costruzioni erette secondo il "free Renaissance" (stile libero rinascimentale) tra il 1880 ed il 1910 anche se nei mobili lo stile viene ripreso sino agli anni '20 del Novecento.
Lo stile "Queen Anne" giunse a New York con i nuovi insediamenti industriali e scolastici progettati da Sidney V. Stratton a partire dal 1878. Tratti distintivi di questo nuovo stile sono le facciate asimmetriche con cortili geometrici e torri solitamente poligonali, nonché il differente utilizzo dei mattoni talvolta posti a spina di pesce o a formare disegni particolari. Importanti sono anche i camini monumentali, anch'essi in mattoni che si innestano in tetti internamente realizzati con capriate lignee.

## Lo stile Regina Anna australiano

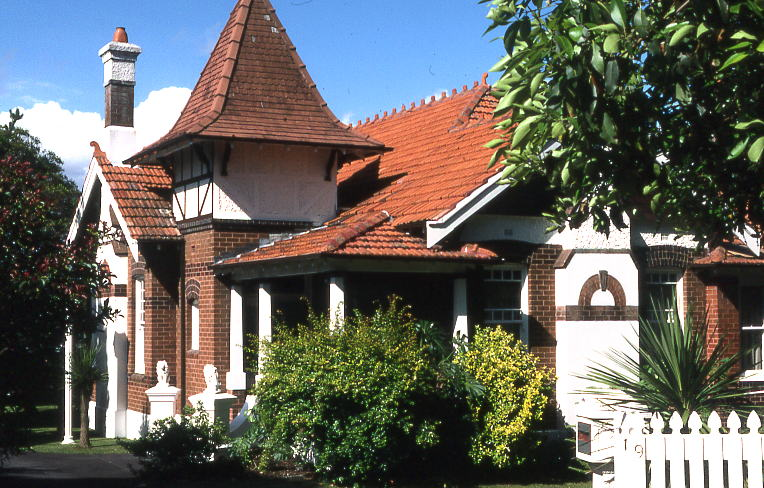
Una casa in stile Queen Anne collocata sulla Appian Way di Burwood sobborgo di Sydney.

In Australia, lo stile Regina Anna venne assorbito di fatto dallo stile Federazione, che fu l'equivalente poi del barocco edoardiano inglese, derivato dall'influenza di Richard Norman Shaw, un influente architetto dell'ultima parte dell'era vittoriana. Lo stile Federation si diffuse infatti dal 1890 al 1915 includendo al suo interno ben dodici stili diversi, tra cui il Queen Anne che divenne il più popolare tra il 1890 ed il 1910. A differenza del Queen Anne vittoriano lo stile australiano incentivava l'utilizzo del legno per la realizzazione di balconi o terrazze coperte al posto del classico ferro. Le finestre, d'altro canto, si presentavano perlopiù circolari e le torrette avevano tetti dalla forma più conica o piramidale.
La prima casa costruita in stile Queen Anne in Australia fu Caerleon, nel sobborgo di Bellevue Hill, New South Wales. Caerleon venne inizialmente disegnata da un architetto di Sydney, Harry Chambers Kent, ma il progetto venne sostanzialmente rivisto dal londinese Maurice Adams il che portò a non poche controversie sull'autore del progetto. La casa venne costruita nel 1885 e fu di fatto l'elemento precursore del Federation Queen Anne che divenne poi molto popolare